# Bandera de Arredondo
La bandera de Arredondo es uno de los símbolos del ayuntamiento de Arredondo (Cantabria), junto a su escudo. Dicha bandera es de paño rectangular, de proporciones 2:3, dividida horizontalmente por mitad, de color amarillo la parte superior y azul la inferior.
La bandera fue adoptada en sesión plenaria celebrada por el ayuntamiento el día 30 de octubre de 1997 siendo autorizada por el Consejo de Gobierno de Cantabria el día 28 de agosto de 1998, previo informe favorable emitido por la Real Academia de la Historia.